# Salto (Avegno)
Salto è una frazione di 402 abitanti del comune di Avegno, nella città metropolitana di Genova. Dista circa 2 km dal capoluogo comunale ed è situata ad un'altitudine di 247 m s.l.m..
La frazione - comprendente i quartieri di Posato, Maggiolo, Ponte di Salto e Salto Chiesa - è ubicata lungo la strada provinciale 333.
Il nome deriverebbe dalla parola latina Saltus, toponimo genericamente usato per indicare gli abitanti del luogo.

## Storia

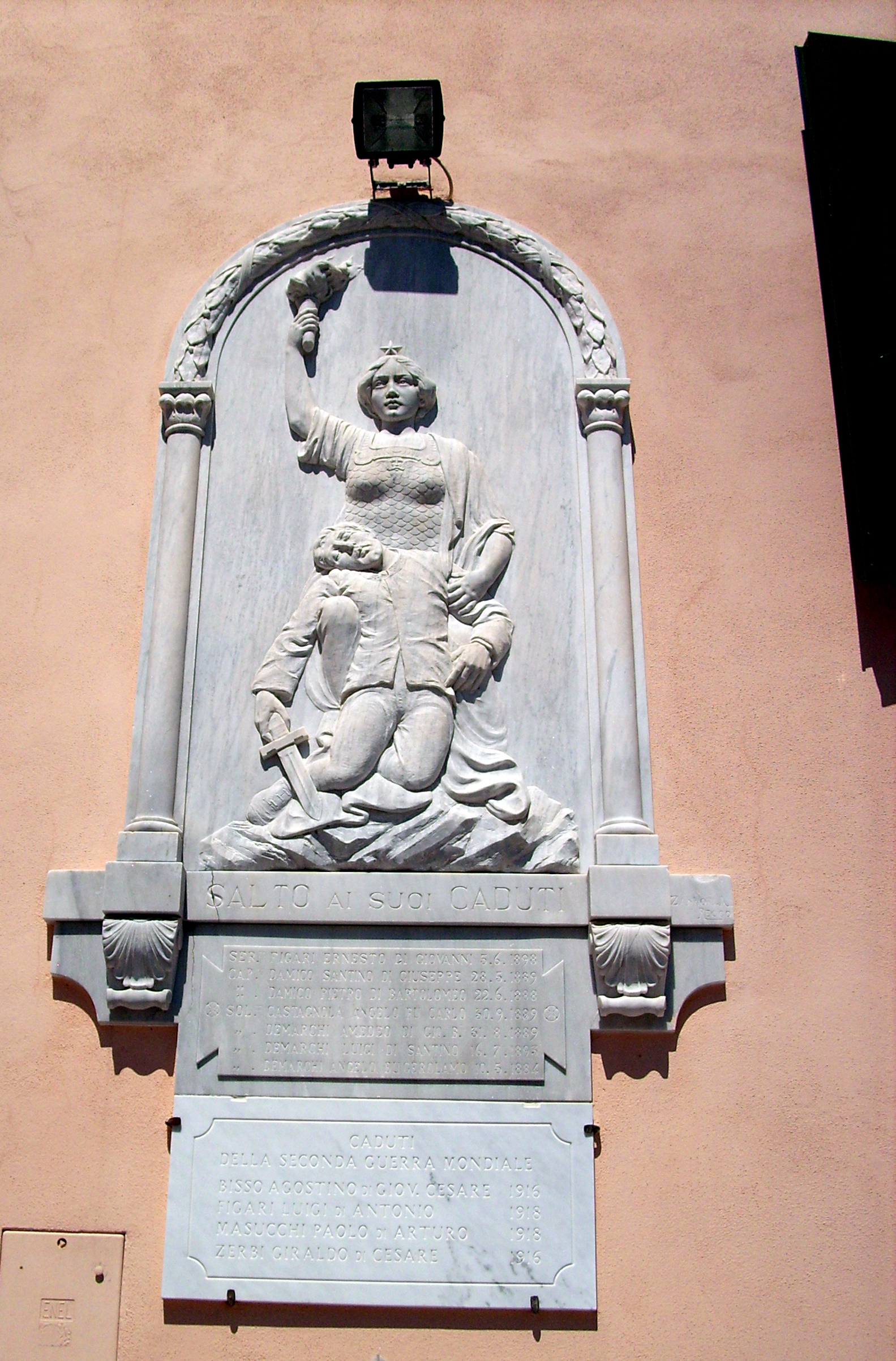
Il monumento ai caduti

La frazione storicamente seguì le vicende del comune capoluogo, Avegno, quest'ultimo citato già nel XIII secolo e che il suo territorio divenne signoria feudale della famiglia Malaspina.
Soggetto territorialmente successivamente alla municipalità di Uscio, all'interno del capitaneato di Recco e quindi nei domini della Repubblica di Genova, solamente con l'avvento della dominazione napoleonica la comunità di Salto ebbe un'iniziale autonomia.
Dal 2 dicembre 1797 rientrò nel dipartimento del Golfo del Tigullio, con capoluogo Rapallo, all'interno della Repubblica Ligure. Dal 28 aprile 1798 venne inserito nel V cantone, con capoluogo Uscio, della giurisdizione della Frutta e dal 1803 centro principale del VI cantone della Frutta nella giurisdizione del Centro. Annesso al Primo Impero francese, dal 13 giugno 1805 al 1814 fece parte del dipartimento di Genova.
Nel 1815 fu inglobato nel Regno di Sardegna, così come stabilì il congresso di Vienna del 1814, e successivamente nel Regno d'Italia dal 1861. Dal 1859 al 1926 il territorio fu compreso nel VI mandamento di Recco del circondario di Genova facente parte dell'allora Provincia di Genova.
Al 1877 è risalente l'aggregazione di Salto, dopo il suo distacco dal territorio di Uscio, al comune di Avegno divenendone frazione.

## Monumenti e luoghi d'interesse

### Architetture religiose
La locale chiesa parrocchiale è dedicata a sant'Antonio.

## Cultura

### Eventi
La prima domenica di agosto ricorre la festività religiosa della Madonna della Salute, patrona della frazione.